# Gregorio y yo, medio siglo de colaboración
Gregorio y yo, medio siglo de colaboración es un libro publicado en México D.F. en 1953. Un año antes había sido publicado en México D.F. Una mujer por caminos de España. Ambos libros son las memorias autobiográficas de la dramaturga, feminista y política socialista española María Lejárraga. Escribió ambos libros en el exilio en Francia entre 1948 y 1952.

## Contexto
En Una mujer por caminos de España narra de forma episódica momentos vividos en su vida como propagandista y candidata del Partido Socialista Obrero Español (PSOE). En Gregorio y yo se centra en lo que había sido su vida con su marido Gregorio Martínez Sierra quien había firmado siempre las obras escritas por ella. Describe escritores, amigos y músicos con los que se relacionó y colaboró estrechamente escribiendo comedias, novelas y libretos.
Cuando en 1947 murió Gregorio Martínez Sierra, ella tuvo que empezar a publicar con su nombre, aunque tomando los apellidos de su esposo, siendo por tanto, María Martínez Sierra. Reclamó la autoría de la obra antes publicada bajo seudónimo para poder cobrar los derechos de autor que la Sociedad de Autores Española pagaba a Gregorio.
Dividió sus memorias en dos libros por una clara intención. Una mujer tenía como título original España triste pero como sabía que la censura franquista no se lo iba a dejar publicar escribió Gregorio y yo, cuyo primer título fue Horas serenas. Medio siglo de colaboración en el que no incluyó nada de política ni religión. La censura, sin embargo, también le prohibió Gregorio y yo, esto le obligó a publicarlo en México.

## Sinopsis

### Gregorio y yo
En la introducción anuncia el enfoque de sus memorias. Utiliza un tono idealizado y romántico al describir la aventura de "dos mentes gemelas" que han pasado por diferentes etapas de la vida en busca de una forma de belleza particular. Menciona que ha titulado el preámbulo de su libro "Horas serenas" porque son las únicas que desea recordar. El libro se centra en resaltar sus éxitos literarios, lo que enfatiza la supremacía de su relación intelectual con Gregorio sobre su relación íntima.
Comienza con la formación del futuro dramaturgo. En pocas páginas cubre la boda y los primeros experimentos literarios de la pareja. Después de completar esta sección sobre los antecedentes literarios y el "nacimiento" del nuevo dramaturgo, la autora considera que ha terminado el retrato íntimo del nuevo ser. El resto del libro, que consta de más de doscientas páginas, se dedica a documentar el éxito público del personaje. Para lograr esto, entrelaza su narración dentro de la historia de un grupo de intelectuales españoles con los que ellos se relacionaban. Aunque esta sección más extensa también es autobiográfica, evita adentrarse en el terreno íntimo.
Reivindica su lugar e importancia en la escena dramática española. Se sitúa dentro de la generación del 98. Se presenta como una autoridad en el teatro al demostrar su conocimiento de la escena teatral contemporánea y ofrecer su poética teatral, enfatizando la necesidad de eliminar lo retórico y lo accesorio. Además, destaca su relación con autores como Benito Pérez Galdós, Jacinto Benavente, Santiago Rusiñol y los Álvarez Quintero, su colaboración con músicos como José María Usandizaga, a quien ella y Gregorio apoyaron cuando era un autor novel, y Manuel de Falla, cuyo éxito con El amor brujo tuvo su origen en un proyecto conjunto. La autora también menciona su amistad con Ramón Pérez de Ayala, Eugenio d'Ors y Juan Ramón Jiménez. En particular, destaca que en su casa se comprometieron Zenobia Camprubí y Juan Ramón Jiménez.
La autora menciona en varias ocasiones la precariedad económica que ella y su marido experimentaron como escritores, desmitificando la idea romántica del autor como un intelectual vocacional. Su preocupación por el dinero la lleva a detallar lo que considera gastos excesivos durante su viaje a Bélgica, como hospedarse en un lujoso hotel. Después de renunciar a su trabajo como maestra debido al agotamiento, ella y Gregorio se vieron obligados a vivir exclusivamente de lo que ganaban con sus trabajos literarios. Esta situación económica precaria es un tema recurrente en el libro y subraya las dificultades y desafíos que enfrentaban como escritores para sostenerse económicamente.
Su exilio comenzó antes de que terminara la guerra, cuando se trasladó a Bélgica y Suiza tras ser nombrada Agregada Comercial. Durante este período, formó parte de la organización de las colonias de niños refugiados de la guerra civil. Ya en Niza comenzó a escribir nuevamente por necesidad económica, ya que sus derechos de autor no eran reconocidos, por lo que su testimonio se volvió imprescindible. Aunque había negado su identidad en las obras que había escrito, sintió la necesidad de hablar, mostrar su yo y dejar constancia de lo vivido. El exilio le permitió recuperar la identidad que había sido anulada en España. En 1938, por razones de salud, dejó Bélgica y se instaló en Suiza. En 1950 decidió emigrar a América. Cuando comenzó este libro de memorias, aún no había pensado en el exilio. Por eso, la melancolía típica de la exiliada no se observa hasta el final del libro, cuando ya estaba instalada en Buenos Aires.

### Una mujer por caminos de España
Narra las experiencias de la autora Lejárraga durante sus años de activismo político en España, enfocándose en su labor de convencer a las mujeres sobre los beneficios de elegir un gobierno socialista. La autora se considera socialista por realismo, influenciada por las experiencias de miseria que presenció en su infancia. Además, se destaca su participación como candidata a diputada por la provincia de Granada en 1933, aprovechando el derecho recién adquirido al sufragio femenino. También menciona un mitin que dio en El Ferrol durante la campaña electoral de 1936. Enfrentaba obstáculos como la falta de un local adecuado para pronunciar sus discursos y la reacción del público en la mayoría de los mítines que recuerda. Finalmente, se daba cuenta de que sus discursos debían dirigirse principalmente a las mujeres para combatir la resignación y el fatalismo que algunas expresaban.